# Michael Cassius McDonald
Michael Cassius „King Mike“ McDonald (* 1839 in Niagara Falls; † 9. März 1907 in Chicago) war eine irisch-amerikanische Figur des organisierten Verbrechens, welche vor allem Chicago im 19. Jahrhundert prägte und als eine der letzten Kriminellen galt, die ihre Kontrolle über ganz Chicago ausübte.

## Frühes Leben
Michael Cassius McDonald wurde 1839 in Niagara Falls, New York geboren. Als Junge plante er als Stiefelmacher in die Lehre zu gehen, verlor jedoch schnell Interesse an diesem Beruf und verließ als Teenager seine Heimat. Er begann für die Michigan Central Railroad zu arbeiten und verkaufte während der Fahrten zwischen den Städten Magazine an die Passagiere.
1857, mit 18 Jahren, landete McDonald in New Orleans, welches ihn zeit seines Lebens mit seiner dargestellten Pracht in den Glücksspielhöllen und auf den Dampfschiffen prägen sollte. Hier entwickelte sich in McDonald die Vorstellung, dass dieses Modell auch auf andere Städte anwendbar sein könnte – ein Plan, den er schon bald darauf verfolgen sollte.
Bereits 1855 besuchte McDonald das erste Mal Chicago, welches aufgrund seiner Bauweise auf sumpfigem Boden bereits seinen ersten Spitznamen innehatte: „Mud City“. Um 1860 entschloss sich McDonald dafür in Chicago sesshaft zu werden und wurde innerhalb eines Jahres bereits eine einflussreiche Person. So forderte er beispielsweise mit einer Petition alle Irischstämmigen dazu auf, Corcoran’s Illinois Irish Brigade beizutreten und auf Seiten der Union im Amerikanischen Bürgerkrieg zu kämpfen. McDonald selbst beteiligte sich jedoch nicht direkt an der Brigade. Zeitgleich entwickelte er bereits seinen ersten kriminell geprägten Betrug, indem er mit Deserteuren zusammenarbeitete, sie erneut für die Armee vermittelte und dann die Belohnung mit seinen Partnern teilte.

## Einstieg ins Glücksspielgeschäft
Zusätzlich entwickelte McDonald in den Folgejahren seine Interessen am Glücksspiel, welches ihn im Laufe der Zeit reich machen sollte. Er war hauptsächlich im Ersten Bezirk von Chicago zugegen, welcher einen bekannten Bereich für Glücksspiele besaß (Gambler's Row). Er finanzierte eine reisende Faro-Spielbank und eröffnete 1867 sein erstes eigenes Spieler-Establishment.
1869 wurde McDonald das erste Mal verhaftet, als man ihn beschuldigte, 30.000 US-Dollar von der Chicago Dock Company gestohlen zu haben. Die nächsten 3 Monate verbrachte er im Gefängnis, da er selbst nicht in der Lage war seine Kaution zu bezahlen. Im anschließenden Prozess wurde er jedoch von den Vorwürfen freigesprochen. McDonald kehrte wieder zu seinem Glücksspiel-Besitz zurück, wurde jedoch wöchentlich von Polizisten belästigt, da er aufgrund seiner Prozesskosten nicht die nötigen Schutzgeldforderungen zahlen konnte. Diese Zeit manifestierte in McDonald die Abneigung gegenüber der Polizei, welche lebenslang bei ihm währen sollte.

## „King Mike“ und seine Erfolge
1873 eröffnete er sein erstes großes Unternehmen namens The Store. Dabei handelte es sich um ein vierstöckiges Gebäude, welches McDonald zusammen mit einem Konsortium an stillen Teilhabern finanzierte und einen Saloon, ein Hotel sowie ein Restaurant beinhaltete. Hauptpunkt war jedoch das gesamte 2. Stockwerk, welches den Bereich für Glücksspiel darstellte. Bereits vor der Eröffnung kamen erste Zweifel auf, ob sich dieses Projekt rentieren würde, welche jedoch von McDonald beiseitegeschoben wurden.

“Don’t worry about it. There’s a sucker born every minute.”

„Mach dir keine Sorgen. Jede Minute wird einer geboren, den man ausnehmen kann.“

Und McDonald sollte recht behalten, The Store wurde von der Eröffnung an ein voller Erfolg. Das Gelingen dieses Projektes sollte „King Mikes“ Macht in Chicago enorm steigern. Mehrere Glücksspiel-Operationen entstanden aus der Konsequenz des McDonald-Erfolges rund um Gambler’s Row und jegliche Unternehmer waren dazu verpflichten einen Anteil ihrer Gewinne an „King Mike“ zu zahlen. Wer sich weigerte, wurde durch politischen Druck, Razzien oder durch Überfälle durch irischstämmige Schläger aus dem Verkehr gezogen.
McDonald pflegte seit jeher guten Kontakt zu der kriminellen Seite von Chicago und stand in einer geschäftlichen Beziehung zu zahlreichen Mördern und politischen Schlägern (Kriminelle, die ihr Geld damit verdienten, bei Wahlen mit Gewalt dafür zu sorgen, dass die Menschen den „richtigen“ Kandidaten wählten). Dies erreichte er mit einer einfachen Methode. McDonald stellte eine Reihe an kleinen Anwälten ein, welche regelmäßig bei Polizeistationen und Gerichten ein und aus gingen und für Kriminelle im Auftrag von „King Mike“ die Kaution bezahlten (englisch bail bondsman – zu deutsch: Kautionsagent). So schaffte es McDonald ein System von Abhängigen zu entwickeln, welche ihm zur Schuld verpflichtet waren und diese mit Gegenleistungen ausgleichen konnten.
Bis in die 1880er Jahre hatte es McDonald geschafft genug Geld anzusammeln um als Millionär zu gelten. Doch seine Macht beruhte nicht nur auf Geld, sondern auch auf seine sozialen Kontakte, die er seit jeher pflegte, vor allem im Bereich der Politik. So soll McDonald auch dafür verantwortlich sein, dass der Demokrat Carter Harrison 1879 Bürgermeister von Chicago wurde. Harrison sollte in den 1880er Jahren symbolisch für den Aufschwung stehen, den Chicago erleben sollte. Zusätzlich kaufte sich „King Mike“ 1882 in die Zeitung The Boston Globe ein und nutzte dieses Blatt um Wahlen zu seinen Gunsten zu beeinflussen. Ebenso wurde er Partner in einem Buchmacher-Syndikat, welches die Glücksspiele auf den Rennstrecken von Illinois und Indiana kontrollierte, darunter die Garfield Race Track in Chicago. McDonalds Macht wurde legendär (auch durch die ständige Kritik anderer Zeitungen). Besonders zwei Worte wurden so synonym mit McDonald, dass eine Zeitung 1885 behauptete, dass die häufigste Phrase in Chicago wohl sei:

“See Mike”

„Wende dich an Mike!“

## Private Schwierigkeiten sowie politische Skandale
Ein politisches Amt hielt McDonald selbst nie. Er galt immer als der Mann im Hintergrund, der die Fäden zieht. Doch auch Hindernisse sollten McDonalds Leben begleiten. Ein Vorfall ereignete sich am 23. November 1878 als ein Polizist bei einer Razzia im The Store durch McDonalds Ehefrau Mary (ehemalige Noonan) erschossen wurde. Mit seinem Einfluss konnte „King Mike“ jedoch die Anklage ändern, so dass seine Frau wegen gerechtfertigter Notwehr freigesprochen wurde. Doch nur wenig später sorgte seine Frau ebenso für Schlagzeilen, als sie mit einem jungen Liebhaber durchbrannte. Die Zeitungen berichteten nicht ohne Spott von McDonalds „Verfolgungsjagd“ bis nach San Francisco, wo er das Liebespaar stellen konnte. Doch seine Frau überzeugte ihn, dass sie ihren Fehler eingesehen hätte und beide kehrten versöhnt nach Chicago zurück. Nur wenig später, seine Frau hatte sich mittlerweile der Religion zugewandt, startete sie jedoch eine neue Affäre mit einem Priester und verließ erneut Chicago, dieses Mal nach Europa. Dieser Vorfall sorgte dafür, dass sich McDonald vom Katholizismus abwandte und sich von seiner Frau scheiden ließ.
Ein kommunaler Skandal, der 1887 aufgedeckt wurde, bewies, dass McDonald die kommunale Regierung regelmäßig mit Bestechungsgeldern schmierte und Strohfirmen kreierte, die Aufgaben bekamen für die sie bezahlt wurden, jedoch deren Aufträge niemals erledigten. Der spezielle Vorfall der 1887 entdeckt wurde, betraf das Cook County Courthouse (deutsch: Gerichtshaus von Cook County). Über einen Stadtbeamteten namens William J. McGarigle gelang der McDonald Gruppe die Bestechung des Aufsichtsrates der Stadt, welcher den Renovierungsauftrag an eine Strohfirma von „King Mike“ vergab. Über eine Untersuchung durch eine Zeitung kam jedoch beispielsweise ans Licht, dass die Firma anstatt des angeblich so teuren Sonderanstriches lediglich ein Gemisch aus Kalk und Wasser verwendet hatte. Der Skandal sorgte dafür, dass McGarigle das Land verlassen musste, um einer Verurteilung zu entfliehen, einige Stadträte wurden zu Gefängnisstrafen verurteilt. McDonald wurde zwar von der Presse offen kritisiert, jedoch nie selbst angeklagt. Sein Ruf war jedoch stark geschädigt. Der Skandal sorgte ebenso dafür, dass Bürgermeister Harrison nicht für eine vierte Amtszeit kandidieren konnte, da er offen mit McDonald assoziiert wurde. „King Mike“ selbst entschloss sich ebenfalls zu einem Rückzug, verkaufte The Store und verschwand für eine Zeit von der Bildoberfläche.

## Rückkehr und Ende von „King Mike“
Das Ganze änderte sich jedoch fünf Jahre später, als 1892 die Weltausstellung für Chicago (World Columbian Exposition) im folgenden Jahr angekündigt wurde. Auf der Welle der Euphorie kandidierte Carter Harrison erneut für das Amt des Bürgermeisters und wurde 1893 wiedergewählt. Sein Wahlkampfmanager war erneut Michael „King Mike“ McDonald. Alles änderte sich jedoch am 28. Oktober 1894 als Carter Harrison von einem Stadtbeamteten in seiner Wohnung erschossen wurde. Dieser Vorfall sorgte dafür, dass McDonald erneut vom offiziellen Geschehen der Stadt verschwand.
1898 heiratete er seine neue Liebe Flora Feldman und konvertierte ihr zuliebe zum Judentum. Doch auch mit seiner neuen Ehefrau sollte er wenig Glück haben. Am 21. Februar 1907 erschoss Flora ihren Geliebten, mit dem sie seit Jahren eine geheime Affäre hatte, weil er die Beziehung mit ihr beenden wollte. Sie sprang danach durch eine Fensterscheibe, wurde verhaftet und in eine Anstalt eingewiesen. McDonald blieb vorerst loyal zu ihr und richtete für sie einen Fonds ein, der für ihre Verteidigung genutzt werden sollte. 1908 wurde sie von den Richtern wegen temporärer Geisteskrankheit freigesprochen. McDonald selbst erlebte dies nicht mehr, er verstarb am 9. August 1907 im Alter von 68 Jahren.